# Puščavnik (hrošč)
Puščavnik ali eremit (znanstveno ime Osmoderma eremita) je vrsta hrošča iz družine skarabejev, razširjena po Srednji Evropi in delih Severne ter Južne Evrope, ki živi skoraj izključno v starih drevesnih duplih, kjer se ličinke prehranjujejo z odmirajočim lesom. Zaradi vezanosti na velika, stara drevesa, ki izginjajo iz kulturne krajine, in počasnega razmnoževanja je med najbolj ranljivimi evropskimi hrošči.

## Opis
Je eden najvpadljivejših prebivalcev dupel v Evropi. Odrasli merijo 20 do 35 mm v dolžino in imajo temnorjavo do temnovijolično obarvan zunanji skelet, na pogled podoben usnju. Samci imajo na oprsju par vzdolžnih grebenov, ki tvorita kanal v sredini, pri samicah pa so te strukture mnogo manj izrazite. Poleg tega samci oddajajo značilen vonj, podoben vonju marelic ali sliv, ki ga lahko človek zavoha na več metrov od dupla. Gre dejansko za isto snov, dekalakton, ki daje vonj tudi marelicam in slivam, pri puščavniku pa deluje kot spolni feromon, ki privablja samice. Poleg tega jih je možno prepoznati po značilni obliki iztrebkov.
Pravkar izlegle ličinke so dolge 6 mm, do konca razvoja pa dosežejo tudi do 6 cm in težo 12 g. Pred preobrazbo v odraslo žival si zgradijo kamrico iz odmrlega lesa in iztrebkov, zlepljenih s slino. Razvoj traja od dve do štiri leta, odvisno od kakovosti hrane in drugih pogojev. Odrasli najaktivneje letajo od julija do septembra, se razmnožijo in poginejo, prezimijo nato ličinke. 

## Habitat in razširjenost
Daleč najpomembnejši habitat predstavljajo stari, a še živi listavci oz. njihova votla debla. Preferirajo predvsem hraste, pa tudi lipe, vrbe, bukve in sadna drevesa (slive, hruške in jablane), kjer raje izbirajo nekoliko višje ležeča dupla vsaj nekaj metrov nad tlemi. V njih ličinke rijejo po drevesnem mulju in se prehranjujejo z razpadajočim lesom ob stenah (saproksilno). Tudi odrasli pa se v večini zadržujejo v duplu, kjer so se izlegli, in njegovi okolici, zato je njihova sposobnost razširjanja omejena. V največjih duplih lahko najdemo tudi do 150 osebkov.
Predvsem na severu je izrazita povezanost s tradicionalno kulturno krajino, kot so pašniki s posamičnimi velikimi drevesi, prisoten pa je tudi v starih sadovnjakih in mestnih parkih ter drevoredih. Južneje živi tudi v gostejših drevesnih sestojih.
Vrsto je opisal idrijski prirodoslovec Giovanni Antonio Scopoli po primerku, nabranem prav na Kranjskem, vendar na ozemlju današnje Slovenije puščavnik verjetno nikoli ni bil zelo pogost, četudi je razširjen praktično po vsej državi. Trenutna razširjenost je zelo slabo poznana, tudi v oziru na problematičen taksonomski status; po novejših spoznanjih naj bi bil v resnici prisoten le na zahodu države, preostale najdbe pa naj bi pripadale bližnje sorodni vrsti Osmoderma barnabita.

### Varstvo
Zaradi zelo specifičnih življenjskih zahtev in slabe mobilnosti vrsto ogroža izguba habitata, denimo zaradi opuščanja tradicionalne rabe prostora, pomlajevanja dreves v parkih in sadovnjakih ipd. Hkrati je uporabna kot indikator primernih razmer in tudi t. i. krovna vrsta, saj velja prepričanje, da bo njena ohranitev pripomogla tudi k ohranitvi preostale favne saproksilnih nevretenčarjev v starih drevesih. Zato je ena od prioritetnih vrst v evropski politiki varstva narave. S tem je povezan razmeroma velik raziskovalni napor, saj je zaradi prikritega načina življenja težko opazna, kar otežuje spremljanje prisotnosti in številčnosti. Posledično so bili razviti različni inovativni pristopi za preučevanje, kot so feromonske pasti, kemična identifikacija dekalaktona v vzorcih zraka iz dupel, sesanje drevesnega mulja iz dupel in določanje po ostankih (deli skeleta, iztrebki).
Varstvena prizadevanja otežuje tudi nejasen taksonomski status vrste. Po morfoloških razlikah je opisanih več form: eremita, barnabita, lassallei, italica in cristinae. Te starejši avtorji obravnavajo kot podvrste, v novejši taksonomski reviziji pa jim je bil dodeljen status ločenih vrst, čeprav molekularni podatki še niso dovolj obširni za dokončen zaključek. V varstvene namene še vedno vse populacije obravnavajo kot eno vrsto.
Puščavnik je torej prednostna vrsta po evropski Direktivi o habitatih, ki je podlaga za vzpostavitev zaščitenih območij Natura 2000, in zaščitena tudi po Bernski konvenciji o varstvu prosto živečega evropskega rastlinstva in živalstva ter njunih naravnih življenjskih prostorov. Poleg tega je v Sloveniji in več drugih državah puščavnik uvrščen v nacionalne rdeče sezname ogroženih vrst.